# 泰国枢密院
泰国枢密院是由泰国国王任命的一个咨询机关，一般由已卸任的泰国总理和退役将领组成。根据《泰国宪法》规定，枢密院由少于18人的顧問官構成，在院长的掌控下运行，可以在国王缺位时擔任泰國攝政。现任院长为前總理素拉育·朱拉暖，他在前院长炳·廷素拉暖离世後出任院长。只有国王可以任命枢密院成员，枢密院办公地点位于曼谷拍那空县。一般認為，在泰國政治中，樞密院代表國王行使政權，並對泰国軍方、泰国政府構成一定的影響力。與英國樞密院相比，泰國樞密院具有一定的政治實權及影響力。近年来枢密院被外界质疑干涉泰国政治，这些指控来源於枢密院在2006年泰國軍事政變中的表现。

## 成員
- 素拉育·朱拉暖（泰语：สุรยุทธ์ จุลานนท์ ，英语：Surayud Chulanont），樞密院院長
- 朝雲娜·那是婉達博士（泰语：เชาวน์ ณ ศีลวันต์，英语：Chaovana Nasylvanta），兼任「王家资产管理局」（the Crown Property Bureau）局长
- 海軍少將（Rear Admiral） Mom Luang Usni Pramoj（泰语：อัศนี ปราโมช）
- 空軍少將（Air Vice Marshal）Kamthon Sindhavananda（泰语：กำธน สินธวานนท์）
- 空軍上將（Air Chief Marshal）Siddhi Savetsila（泰语：สิทธิ เศวตศิลา）
- Chulanope Snidvongs Na Ayuthaya（泰语：จุลนภ สนิทวงศ์ ณ อยุธยา）「皇家發展研究中心」行政委員會主席（the Administrative Committee of the Royal Development Study Centers）
- 陸軍上將（General）Pichitr Kullavanijaya（泰语：พิจิตร กุลละวณิชย์）
- Ampol Senanarong（泰语：อำพล เสนาณรงค์）
- Chamras Kemacharu（泰语：จำรัส เขมะจารุ）
- Mom Luang Thawisan Ladawan（泰语：ทวีสันต์ ลดาวัลย์）
- Mom Rajawongse Thepkamol Devakula（泰语：เทพกมล เทวกุล）
- Sakda Mokkamakkul（泰语：ศักดา โมกขมรรคกุล）
- Palakorn Suwanarat（泰语：พลากร สุวรรณรัฐ）
- Kasem Watanachai（泰语：เกษม วัฒนชัย）
- Sawat Wathanakorn（泰语：สวัสดิ์ วัฒนายากร）
- Santi Thakral（泰语：สันติ ทักราล）
- 海軍上將（Admiral）Chumpon Pajjasanon（泰语：ชุมพล ปัจจุสานนท์）

## 枢密院院长列表
|       | 名字              | 照片 | 在任期间                       |
| ----- | ----------------- | ---- | ------------------------------ |
| 1     | 达尼·尼瓦特王子   |      | 1949年6月18日 – 1950年3月25日  |
| 2     | 朗西·拍裕沙迪王子 |      | 1950年3月25日 – 1951年3月7日   |
| 3     | 阿隆科特王子      |      | 1951年3月13日 – 1951年11月29日 |
| -     | 松赫拉            |      | 1963年5月27日 – 1963年7月14日  |
| 4     | 斯奈顿            |      | 1975年3月24日 – 1975年9月8日   |
| 5     | 讪耶·探玛塞       |      | 1975年12月5日 – 1998年9月4日   |
| 6     | 炳·廷素拉暖       |      | 1998年9月4日 – 2016年10月13日  |
| -     | 他宁·盖威迁       |      | 2016年10月14日 – 2016年12月2日 |
| 6 (2) | 炳·廷素拉暖       |      | 2016年12月2日 – 2019年5月26日  |
| -     | 素拉育·朱拉暖     |      | 2019年5月27日 – 2020年1月2日   |
| 7     | 素拉育·朱拉暖     |      | 2020年1月2日 –                 |